# Арджански конгрес
Арджанският конгрес или Арджанската конференция на Кукушкия революционен район на Вътрешната македоно-одринска революционна организация се провежда след  Илинденско-Преображенското въстание, в 1905 година (или в 1904) край Арджанското езеро, тогава в Османската империя.
Провежда се по почин на Христо Чернопеев, пристигнал в Кукуш, а целта е да се преустрои революционната организация, да има и по-широка обществена основа. Според решенията всички ръководни органи трябва да се избират непосредствено от народа. Към организацията се създават изборни районни съдилища (Кукуш е разделен на четири), които да разглеждат всички дела, дори и бракоразводните. По този начин се саботират както турските власти, така и екзархийските органи. Поставя се въпросът и за масово въоръжаване. Чернопеев предлага да се съберат пет хиляди златни лири от кукушките чорбаджии, но след като е изтъкнато, че в градчето няма толкова големи богаташи, сумата е намалена. Събрани са около три хиляди лири, от тях около хиляда са от неколцина градски чорбаджии.
Избрано е ново ръководство на Кукушкия революционен район, в което, по данни на Туше Влахов, влизат Никола Петров, Дино Кирлиев, Вангел Казански, Тено Червениванов и Мицо Гълъбов; според Петър Гошев ръководството е в състав Никола Петров, Дино Кирлиев, Вангел Казански, Тено Цървениванов, Йордан Икономов, Аспарух Измирлиев, Гоце Имов и Христо Янков. Заради идеята за единство в комитета е привлечен и Анго Попов, но той скоро се отдръпва и става кмет на града.
На конгреса са избрани и две околийски съдилища. Първият район включва западната част на града и селата, които се намират на запад от Кукуш, с тричленна комисия в състав Дино Болтов, Мицо Бръчков (Нишо Бричков) и Мицо (Мино) Хаджиев. Вторият район обхваща източната част на Кукуш и всички села в Карадаг. Избраните членове на съдилището са Туше Балтов, Туше Чичиклиев и Тено Гошев Овчаров. Във всяко село и махала са образувани помирителни комисии, които разглеждат спорни битови въпроси, разводи и други. По-тежките въпроси се разглеждат от околийските съдилища, а на хората е забранено да ходят в турски съдилища. Направен е и устав как да се водят делата. По нареждане на Туше Балтов уставът е преписан, след което самият Балтов го изпраща по всички села и махали.
След Арджанската околийска среща революционната организация става масова. Навсякъде в селата са изградени революционни организации, всяко село има своя милиция, а селските ръководства са в редовна връзка с околийските комитети в града. Дейността на четите намалява, но масовият характер на организацията и селските милиции по определен начин поемат функциите им.